# Arago 21
Arago 21 è il fossile di un cranio di un ominide della specie Uomo di Tautavel scoperto nella Grotta dell'Arago a Tautavel in Francia nel 1971 da Henry e Marie Antoinette de Lumley.

## Descrizione
Il fossile viene fatto risalire a circa 450.000 anni fa. Il cranio è stato ricostruito con i frammenti di fossili ritrovati nella Grotta dell'Arago a circa 3 chilometri dall'abitato di Tautavel nei Pirenei orientali francesi. Le analisi hanno determinato che appartenesse ad un esemplare maschio di circa 20 anni.